# Поляна (село, Воронежка област)
Поляна (на руски: Поляна) е село в Поворински район на Воронежка област на Русия.
Влиза в състава на селището от селски тип Октябърское.

## Население
| 2010 |
| ---- |
| 1    |